# Третья Чехословацкая республика
Третья республика (чеш. Třetí republika) — этот термин используется как обозначения временно́го отрезка с 1945 по 1948 год, то есть охватывает период истории Чехословакии с конца Второй мировой войны и до прихода к власти чехословацких коммунистов.

## История

### 1945
После победы над Гитлером вновь образовалась Чехословацкая республика. С появлением новых политических партий, заново начала формироваться чешская политика. В их число входили: ČSSD, ČSNS, ČSL, коммунистическая партия и демократическая партия. Преимущество было у коммунистов. 

### Выборы 1946 года
Коммунисты победили в выборах 26 мая 1946 года, набрав 40 % голосов в Чехии, и всего 1/3 всех голосов в Словакии. Во главе коммунистов был Клемент Готвальд (позже он стал президентом). Антикоммунистическая Демократическая партия набрала 61,4% голосов на территории Словакии. 
Готвальд пришёл с идеей двухлетки (1947—1948). За это время должна была быть обновлена экономика государства, пострадавшего от войны и нацистской оккупации.

### 1947
Министр сельского хозяйства Юлиус Дуриш предложил так называемые «6 сельскохозяйственных законов». По этим законам чешским крестьянам была обещана земля, которой раньше владели немцы (в 1945—1946 годах их изгоняли из Чехословакии в Германию). Но план провалился. Позже он предлагает так называемую «Градецкую программу» (чеш. Hradecký program).
Летом 1947 года Чехословакия отказалась от «Плана Маршалла». Этим же летом в государстве была сильная засуха, поэтому были введены продовольственные карточки. Также была введена «Миллионерская дань», её выплачивало 35 000 обеспеченных граждан.

### 1948
20 февраля была принята отставка депутатов. 25 февраля выступление К. Готвальда. Объявление так называемого «Победного февраля» (чеш. Vítězný únor). 9 мая принята новая конституция. Президент Бенеш отказался от власти в пользу коммунистов. Готвальд становится президентом.